# Evariste Ngoyagoye
Evariste Ngoyagoye (ur. 3 stycznia 1942 w Jenda) – burundyjski duchowny katolicki, arcybiskup Bużumbury w latach 1997–2018.

## Życiorys
Święcenia kapłańskie przyjął 6 stycznia 1966 z rąk papieża Pawła VI.

## Episkopat
7 czerwca 1980 został mianowany biskupem Bubanzy. Sakry biskupiej udzielił mu 24 sierpnia 1980 ówczesny nuncjusz w Burundi - abp Donato Squicciarini.
21 kwietnia 1997 został mianowany przez Jana Pawła II ordynariuszem stołecznej diecezji Bużumbura. 25 listopada 2006 po podniesieniu diecezji do rangi metropolii został pierwszym arcybiskupem-metropolitą. 24 marca 2018 przeszedł na emeryturę.